# 388P/Gibbs
388P/Gibbs, komet Jupiterove obitelji